# 学校法人栗岡学園
学校法人栗岡学園（がっこうほうじんくりおかがくえん）は、大阪府四条畷市にある学校法人。阪奈中央病院（医療法人和幸会）グループ。

## 運営している教育・厚生施設
- 聖美幼稚園
- 阪奈中央こぐま園
- 阪奈中央病児保育園
- 阪奈中央リハビリテーション専門学校
- 奈良リハビリテーション専門学校
- 四条畷看護専門学校
- 阪奈中央看護専門学校

## グループ施設
- 阪奈中央病院